# Piercarlo Beretta
Piercarlo Beretta detto Carlino (Gardone Val Trompia, 1908 – Gardone Val Trompia, 5 marzo 1984) è stato un imprenditore e dirigente sportivo italiano.
Fu personaggio poliedrico, erede della più antica casa industriale del mondo, posseduta da 480 anni dalla sua famiglia, la Beretta.

## Biografia
Carlino Beretta era un industriale di stampo antico, riservato e schivo di pubblicità, uno dei più grandi tecnici ed esperti d'armi del secolo passato. Da giovanissimo ripercorrendo le orme paterne, era stato un grande sportivo nel tiro a volo.
In campo calcistico, ricoprì vari ruoli dirigenziali, da Presidente a Direttore generale, all'interno del Brescia Calcio, per ventiquattro anni dal 1938 al 1961. Fu anche commissario tecnico della nazionale italiana di calcio nel 1951, in una commissione tecnica insieme a Gianpiero Combi e Antonio Busini e, dal 1952 al 1953, in coppia con Giuseppe Meazza. Fu presidente del Beretta Gardone Valtrompia, società da lui fondata, che militò in Serie D per diversi anni.